# Ogólnopolska Konferencja Wolontariatu Hospicyjnego
Ogólnopolska Konferencja Wolontariatu Hospicyjnego – coroczne, trzydniowe spotkanie dla wolontariuszy medycznych i niemedycznych, pracowników służby zdrowia, duszpasterzy hospicjów, studentów i młodzieży, osób zainteresowanych służbą chorym oraz ich rodzin. Odbywa się ona we współpracy z Wyższą Szkołą Biznesu w Radomiu oraz Ośrodkiem Szkolno - Wychowawczym im. Janusza Korczaka. Inicjatywę od 2011 roku wspiera także polska pieśniarka, Antonina Krzysztoń.
Inicjatorem konferencji jest dyrektor radomskiego Hospicjum Królowej Apostołów ksiądz Marek Kujawski SAC. Pierwsza edycja odbyła się w 2008 roku. Uczestniczy w niej ponad 150 wolontariuszy ze 100 hospicjów oraz ponad 35 prelegentów.  
Wśród nich znajdują się profesorowie i wykładowcy uniwersytetów, lekarze, pielęgniarki, doświadczeni w posłudze chorym wolontariusze medyczni i niemedyczni, teolodzy, psycholodzy, psychoonkolodzy, pedagodzy, m.in.: prof. Krystyna de Walden-Gałuszko, prof. Bogdan Chazan, prof. Zbigniew Bohdan, dr n. med. Helena Kuleszo-Kopystecka, ks. prof. Mirosław Kalinowski, ks. dr Zenon Hanas SAC, prof. Krzysztof Bielecki, o. prof. Jacek Salij OP. Są na niej także obecni goście z Francji, Indii, Węgier, Litwy, Słowacji, Białorusi i Ukrainy.

## Geneza
Idea hospicyjna jest coraz bardziej wypierana przez opiekę paliatywną, w związku z czym, dyrektor hospicjum ks. Marek Kujawski postanowił zorganizować spotkania przeznaczone dla wolontariuszy, oparte na szkoleniach prowadzonych przez prelegentów z różnych dziedzin życia i nauki. 

## Dotychczasowe edycje
- 2009, 9 - 11 października, II. Ogólnopolska Konferencja Wolontariatu Hospicyjnego "Samarytanin pilnie poszukiwany"[3]
- 2010, 22 - 24 października, III. Ogólnopolska Konferencja Wolontariatu Hospicyjnego "Ludzie hospicjum"[4]
- 2011, 7 - 9 października, IV. Ogólnopolska Konferencja Wolontariatu Hospicyjnego "Hospicjum wspólnotą"[5]
- 2012, 5 - 7 października, V. Ogólnopolska Konferencja Wolontariatu Hospicyjnego "Hospicjum w środowisku rodzinnym"[6]
- 2013, 4 - 6 października, VI. Ogólnopolska Konferencja Wolontariatu Hospicyjnego "Wolontariusze są solą ziemi"[7]
- 2014, 26 - 28 września, VII. Ogólnopolska Konferencja Wolontariatu Hospicyjnego "Wiara a jakość posługi"[8]
- 2015, 9 - 11 października,  VIII. Ogólnopolska Konferencja Wolontariatu Hospicyjnego "Jakość posługi - profesjonalizm"[9]
- 2016, 7 - 9 października, IX. Ogólnopolska Konferencja Wolontariatu Hospicyjnego "Wolontariusz Hospicyjny Świadkiem Bożego Miłosierdzia”[10]
- 2017, 6 - 8 października, X. Ogólnopolską Konferencję Wolontariatu Hospicyjnego "Idźcie i głoście” – w posłudze hospicyjnej"[11]
- 2018, 12 -14 października, XI. Ogólnopolska Konferencja Wolontariatu Hospicyjnego "Darmo dostaliście – darmo dawajcie”[12]